# نيكولا هال
نيكولا هال (بالإنجليزية: Nicola Hall)‏ هي عازفة الغيتار الكلاسيكي بريطانية، ولدت في 1969.